# Campo de deslocamento elétrico
Em física, o campo de deslocamento elétrico, denotado por {\displaystyle \mathbf {D} }, é um campo vetorial que aparece nas equações de Maxwell.
É responsável pelos efeitos das cargas livres dentro da matéria. "D" significa "deslocamento", como no conceito relacionado de corrente de deslocamento em dielétricos. No espaço livre, o campo de deslocamento elétrico é equivalente à densidade de fluxo elétrico, um conceito que leva à compreensão da lei de Gauss.

## Definição
Em um meio dielétrico, a presença de um campo elétrico E faz com que as cargas ligadas do material (núcleos atômicos e seus elétrons) se separem levemente, induzindo um momento de dipolo elétrico local. O campo de deslocamento elétrico D é definido como
{\displaystyle \mathbf {D} \equiv \varepsilon _{0}\mathbf {E} +\mathbf {P} ,}
onde {\displaystyle \varepsilon _{0}} é a permissividade do vácuo (também chamada de permissividade do espaço livre), e P é a densidade (macroscópica) de momento de dipolo elétrico permanente e induzido do material, chamado de densidade de polarização. Separando a densidade de carga volumétrica total em cargas livres e ligadas:
{\displaystyle \rho =\rho _{f}+\rho _{b}}
a densidade pode ser reescrita como uma função da polarização P:
{\displaystyle \rho =\rho _{f}-\nabla \cdot \mathbf {P} .}
P é um campo vetorial cuja divergência produz a densidade de cargas ligadas {\displaystyle \rho _{b}} no material. O campo elétrico satisfaz a equação:
{\displaystyle \nabla \cdot \mathbf {E} ={\frac {1}{\varepsilon _{0}}}(\rho _{f}+\rho _{b})={\frac {1}{\varepsilon _{0}}}(\rho _{f}-\nabla \cdot \mathbf {P} )}
e daí
{\displaystyle \nabla \cdot (\varepsilon _{0}\mathbf {E} +\mathbf {P} )=\rho _{f}}.
O campo de deslocamento, portanto, satisfaz a lei de Gauss para o dielétrico:
{\displaystyle \nabla \cdot \mathbf {D} =\rho -\rho _{b}=\rho _{f}} .
D não é determinado exclusivamente pelas cargas livres. Considere a relação:
{\displaystyle \nabla \times \mathbf {D} =\varepsilon _{0}(\nabla \times \mathbf {E} )+(\nabla \times \mathbf {P} )}
Que, pelo fato de E ter rotacional nulo no caso eletrostático, é igual a:
{\displaystyle \nabla \times \mathbf {D} =\nabla \times \mathbf {P} }
Que pode ser vista imediatamente como um eletreto em forma de barra no caso de algum objeto com uma polarização "congelada", o análogo elétrico para um ímã em forma de barra. Não há nenhuma carga livre em tal material, mas a polarização inerente origina um campo elétrico. Se o aluno insistente assumisse que D fosse um campo completamente determinado pela carga livre, ele ou ela iria imediatamente concluir que o campo elétrico é nulo nesse material, mas isto não é necessariamente verdade. O campo elétrico pode ser determinado de forma adequada com a relação acima, juntamente com outras condições de contorno sobre a densidade de polarização, o que leva às cargas ligadas, que, por sua vez, levam ao campo elétrico.
Em um dielétrico linear, homogêneo e isotrópico, com resposta instantânea a variações no campo elétrico, P depende linearmente do campo elétrico,
{\displaystyle \mathbf {P} =\varepsilon _{0}\chi \mathbf {E} ,}
onde a constante de proporcionalidade {\displaystyle \chi } é chamada de susceptibilidade elétrica do material. Assim
{\displaystyle \mathbf {D} =\varepsilon _{0}(1+\chi )\mathbf {E} =\varepsilon \mathbf {E} }
onde {\displaystyle \varepsilon =\varepsilon _{0}\varepsilon _{r}} é a permissividade, e {\displaystyle \varepsilon _{r}=1+\chi } a permissividade relativa do material.
Em um meio linear, homogêneo e isotrópico, {\displaystyle \varepsilon } é uma constante. No entanto, em meios lineares anisotrópicos, {\displaystyle \varepsilon } é uma matriz, e em meios não-homogêneos é uma função da posição dentro do meio. Também pode depender do campo elétrico (materiais não-lineares) e tem uma resposta dependente do tempo. A dependência temporal explícita pode surgir se os materiais estão fisicamente em movimento ou variam no tempo (por exemplo, reflexões externas de uma interface em movimento dão origem a deslocamentos Doppler). Uma forma diferente de dependência no tempo pode surgir em um meio invariante no tempo, onde pode haver um atraso temporal entre o estabelecimento do campo elétrico e a polarização resultante do material. Neste caso, P é uma convolução entre a susceptibilidade resposta ao impulso χ e o campo elétrico E. Como uma convolução assume uma forma mais simples no domínio da frequência aplicando-se a transformada de Fourier na integral de convolução, obtém-se a seguinte relação para um meio linear e invariante no tempo:
{\displaystyle \mathbf {D(\omega )} =\varepsilon (\omega )\mathbf {E} (\omega ),}
onde {\displaystyle \omega } é a freqüência do campo aplicado (por exemplo, em radianos/s). O vínculo de causalidade leva às relações de Kramers-Kronig, que impõe limitações sobre a forma da dependência em freqüência. O fenômeno da permissividade dependente da freqüência é um exemplo de dispersão no material. Na verdade, todos os materiais físicos têm alguma dispersão material, porque eles não podem responder instantaneamente aos campos aplicados, mas para muitos problemas (os com uma largura de banda estreita) a dependência em freqüência de {\displaystyle \varepsilon } pode ser desprezada.
No contorno, {\displaystyle D_{1,\perp }-D_{2,\perp }=\sigma _{f}}, onde {\displaystyle \sigma _{f}} é a densidade de carga livre.

## Unidades
No Sistema Internacional de Unidades (SI), D é medido em coulombs por metro quadrado (C/m2).
Esta escolha de unidades (juntamente com a medição do campo de magnetização H em ampères por metro (A/m)) é feita de modo a absorver as constantes elétricas e magnéticas nas equações de Maxwell expressas em termos da carga e corrente livres, e resulta numa forma muito simples para a Lei de Gauss e para a equação de Ampère-Maxwell:
{\displaystyle \nabla \cdot \mathbf {D} =\rho _{f}}
{\displaystyle \nabla \times \mathbf {H} =\mathbf {J} _{f}+{\frac {\partial \mathbf {D} }{\partial t}}}
A escolha das unidades tem sido modificada ao longo da história. Por exemplo, no sistema de unidades gaussiano CGS, a unidade de carga é definida de forma que E e D sejam expressos nas mesmas unidades.

## Exemplo: campo de deslocamento em um capacitor

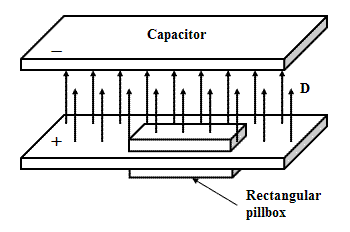
Um capacitor de placas paralelas. Usando uma superfície imaginária em forma de caixa, é possível utilizar a lei de Gauss para explicitar a relação entre o deslocamento elétrico e carga livre.

Considere uma placa infinita paralela capacitor colocado no vácuo (ou num meio) livre de cargas livres, exceto sobre o capacitor. Em unidades SI, a densidade de carga nas placas é igual ao valor do campo D campo entre as placas. Isto segue diretamente da lei de Gauss, com a integral sobre uma caixa retangular pequena estendendo-se por uma placa do capacitor:
{\displaystyle \oint _{A}\mathbf {D} \cdot d\mathbf {A} =Q_{free}}
Nas laterais da caixa, {\displaystyle d\mathbf {A} } é perpendicular ao campo, de modo que parte da integral é nula exceto no espaço dentro do capacitor, onde os campos das duas placas somam
{\displaystyle |\mathbf {D} |=Q/A},
onde {\displaystyle A} é área da placa superior da caixa retangular pequena e {\displaystyle Q/A} é apenas a densidade de carga livre da superfície na placa positiva. Fora do capacitor, os campos das duas placas se anulam e {\displaystyle |\mathbf {D} |=0.}
Se o espaço entre as placas do capacitor é preenchido com um dielétrico linear homogêneo isotrópico com permissividade {\displaystyle \varepsilon }, o campo elétrico entre as placas é constante: 
{\displaystyle |\mathbf {E} |=Q/(\varepsilon A)}.
Se a distância {\displaystyle d} entre as placas de um capacitor de placas paralelas finito é muito menor do que suas dimensões laterais, podemos aproximá-la usando o caso infinito e obter a sua capacitância como
{\displaystyle C={\frac {Q}{V}}\approx {\frac {Q}{|\mathbf {E} |d}}=\varepsilon {\frac {A}{d}}}.